# Thomas Champion
Thomas Champion (Saint-Sébastien-sur-Loire, 8 settembre 1999) è un ciclista su strada francese che corre per il team St Michel-Preference Home-Auber93; è professionista dal 2021.

## Palmarès
- 2019 (Vendée U)

La Suisse Vendéenne

## Piazzamenti

### Grandi Giri
- Giro d'Italia

2023: 66º
2024: 55º
- Vuelta a España

2022: 97º
2024: 82º

### Classiche monumento
- Milano-Sanremo

2024: 164º
- Giro di Lombardia

2021: 90º
2022: ritirato